# Den nordiske 25-årskrig
Den nordiske 25-årskrig var en krig mellem Rusland og Sverige, samt Sveriges (mellem 1578 og 1582) allierede Polen i årene 1570-1595. Krigen blev startet af Rusland, som forsøgte at erobre Sveriges besiddelser i Estland. Krigen afsluttedes med en svensk sejr med freden i Teusina 1595.

## Begivenheder under Den nordiske 25-årskrig
- Første belejring af Tallinn (21. august 1570-16. april 1571)
- Slaget ved Ubakalu (marts 1571; (svensk sejr)
- Slaget ved Paide (1. januar 1573; russisk sejr)
- Slaget ved Koluvere (23. januar 1573; svensk sejr)
- Belejringen af Rakvere (januar-marts 1574; taktisk russisk sejr)
- Våbenhvilen i Siestarijoki (juli 1575)
- Anden belejring af Tallinn (23. januar-15. marts 1577)
- Slaget ved Võnnu (Wenden, 21. oktober 1578; svensk/polsk sejr)
- Slaget ved Paide (1581, svensk sejr)
- Slaget ved Rakvere (1581, svensk sejr)
- Slaget ved Narva (6. november 1581, svensk sejr)
- Våbenhvilen i Pljussa (1583)
- Forlængelsen af vibenhvilen i Pljussa til 1590 (1585)
- Belejringen af Narva (1590)
- Russisk-svenske krig (1590-1593)
- Freden i Teusina (1595)